# Borsika gyermek néptáncegyüttes
A csíkszeredai Gyermekek Háza Borsika gyermek néptáncegyüttese 2001-ben alakult. A tánccsoport repertoárjában főleg erdélyi táncok és a moldvai magyar kisebbség táncai, dalai és zenéje szerepelnek, azonban táncolnak erdélyi cigány táncot, dunántúli karikázót és ugróst is.
2003 decemberében a Borsika részt vett, az erdélyi magyar tánccsoportoknak szervezett minősítő versenyen, melyen kitűnő minősítést ért el.
Több fesztiválon és turnén vett részt, Romániában, Magyarországon, Ausztriában, Németországban, Svájcban és Franciaországban.
A 2008-as turné teljes, két órás műsorában moldvai népdalok és táncok, gyimesi táncok, kalotaszegi népdalok és koreográfia, széki és mezőségi táncok, lapádi leánykörtánc, vajdaszentiványi tánc|koreográfia és felcsíki hangszeres zene és koreográfia szerepeltek.

## Az együttes vezetői
- Szalay Zoltán (haladók)
- Antal Rozália (középhaladók)
- Ádám Katalin (kezdők)

## Az együttesprímásaésbrácsása(kontra)
- Nagy István (Pityu)
- Szalay Zoltán
- a bőgős nem állandó